# 聖撒但鱸
聖撒但鱸，又稱聖珠母麗魚、瘦身食土鯛，為輻鰭魚綱鱸形目隆頭魚亞目慈鯛科的其中一種。

## 分布
本魚分布於南美洲巴西亞馬遜河流域及哥倫比亞、委內瑞拉的奧里諾科河流域。

## 特徵
本魚身體瘦長，呈灰藍色，眼睛具有兩塊紅斑，頭部具有許多寶藍色斑點，上側腹帶有黃色，上面清楚地覆蓋著明顯的梭形黑斑塊三枚，第一枚在體側中央、第三枚在尾鰭基部。腹鰭和臀鰭具有延長的鰭條。體長可達30公分。

## 生態
本魚棲息淡水溪流中，肉食性，喜愛在砂礫中尋覓蠕蟲和昆蟲幼蟲為食，性情溫和。

## 經濟利用
為中等體型的觀賞魚。